# Lonchoptera sapporensis
Lonchoptera sapporensis är en tvåvingeart som beskrevs av Matsumura 1915. Lonchoptera sapporensis ingår i släktet Lonchoptera och familjen spjutvingeflugor. Inga underarter finns listade i Catalogue of Life.